# Благотворително дружество „Скопя (Неволяни)“
Благотворителното дружество „Скопя (Неволяни)“ е неполитическа организация на македонски българи, бежанци от леринското село Неволяни (Скопя) в Торонто, Канада.
Създадено е на 5 февруари 1959 година от преселници от селото. В него членуват хора с гръцко, славомакедонско и българско самосъзнание.